# 未来放浪ガルディーン
『未来放浪ガルディーン』（みらいほうろうガルディーン）は、火浦功による日本のライトノベル。イラストは出渕裕が担当している。角川文庫→角川スニーカー文庫（角川書店）より1986年8月から刊行されている。

## あらすじ
時代は遥か未来。文明崩壊後の戦国、波乱の時代。強大な武力を誇るヴァルマー帝国は、300年の伝統ある名門フレイヤー家を滅ぼした。これにより、全国統一の野望に燃えるジョージ〈無謀王〉ヴァルマーに対抗する勢力はほぼ壊滅した。しかし、男として育てられたフレイヤー家の王女コロナ〈筋肉娘〉フレイヤーは生き残り、単騎ヴァルマー宮殿に乗り込み、父の仇であるジョージを見事討ち取った。
すぐさまお尋ね者となったコロナは、ひょんなことから知り合ったシャラ＝シャール・酒姫とスリム〈口先男〉ブラウンと共に放浪の旅に出る。そして逃げた先で出会ったのは、旧世紀の巨大機動メカ、T-178ガルディーンであった。

## 登場人物
声の項はイメージ・アルバム「大歌劇。」、カセットブック「大熱血。」での担当声優。

### コロナ一行
コロナ〈筋肉娘〉フレイヤー
声 - 田中真弓
父ガイ（すちゃらか王）の趣味により男として育てられ、女性の振舞がしたくても出来ない王女様。化け物並みの身体能力を誇るが、王室育ちらしく世間知らず。父王の敵、ヴァルマーを討ったことで帝国に追われる身となった。大のネズミ嫌い。
シャラ〈シャール〉酒姫
声 - 井上瑤
酒姫の読みは「さき」。
一見、可憐な美少女だが実は男。女の武器も使いこなすお尋ね者。その過去は不明だが、無意識のうちにガルディーンやコーラルリーフなどの仕様などを口走る。コロナの敵討ちの現場に居合わせたため、共に追われることになった。
スリム〈口先男〉ブラウン
声 - 鈴置洋孝
口先ひとつで金品を巻上げ、世間を渡るお調子もの。シャラとは長い腐れ縁。大の賭博好きだが、とんでもなく弱い。
T-178ガルディーン
声 - 塩沢兼人（「大歌劇。」） / 銀河万丈（「大熱血。」）
自律型で、歌って踊れてベタ塗りも出来る戦闘メカ、「オーガニックエンフォーサー」を自称するが、武器を使うよりもまず口を使うことが多い。コロナを自分のパイロットとして認識し、旅に同行するが、コロナには怒られることが多く、たびたびいじけている。
ヤマト・マーベリック一尉
声 - 富山敬
この作品唯一の常識人。殖民惑星からやって来た為、地球の現状を知らない。

### ヴァルマー帝国
ジョージ〈無謀王〉ヴァルマー
声 - 郷里大輔
辺境の油売りから、たった一代で帝国を築き上げた立派な成り上がり者。
キリー〈陰険王〉レステス
声 - 青野武
ヴァルマー帝国乗っ取りを画策し、目的のためにはどんな卑怯な手も使う。寒い小噺を披露しては、周囲を地獄に引きずり込む。
ベリアル少佐
声 - 神谷明
キリーの懐刀として汚れ役を一手に引き受け、コロナ抹殺を遂行するもいつも未遂に終わり、彼女に接触するたび、体の一部を失うハメに陥っている。
アルタミラ〈出戻り〉カーン
声 - 榊原良子（「大歌劇。」） / 多岐川まり子（「大熱血。」）
トロイの教育係。ヴァルマーの息子であるトロイを王位につけるため、軍を率いてトロイと共にコロナ討伐に向かうが、未だ目的を達成できず、帝国に戻れずにいる。美人だが、キツイ性格をしている。
トロイ〈軟弱王〉ヴァルマー
声 - 難波圭一
父〈無謀王〉とは正反対の大人しくおっとりした性格の王子。
ブラスターキッド・レーベンブロイ
声 - 銀河万丈
ハードボイルドが売りの賞金稼ぎ。コロナの首を狙ってトロイの討伐隊にちゃっかり加わる。

### その他の勢力
ガイ〈すちゃらか王〉フレイヤー
声 - 田中亮一
故人。コロナの父親。
コーラルリーフ〈さんごちゃん〉
声 - 笠原弘子
「大歌劇。」に登場する原子力潜水艦。ガルディーンと同様に自律型。
エイハブ沖田
声 - 納谷悟朗
「大歌劇。」に登場。捕鯨戦艦「怒涛号」の船長。モビィ・ディック（コーラルリーフの事）に片足を喰いちぎられ、復讐を誓う。
ますこみ族
声 - 出渕裕、為替良月、米田裕、宮脇加奈子
先祖代々の伝承を守り、事件の現場に必ず現れ取材やインタビューを行う。

## 制作背景
本作の元になったのは、1980年代前半にゆうきまさみがカットを担当していた『アニメック』のアニメーション評論ページである。そこに漫画『ストップ!! ひばりくん!』の「美少女のような男性」大空ひばりが『うる星やつら』の「男として育てられた女性」藤波竜之介に「てめえなんかにオレの気持ちがわかってたまるかーっ!!」と殴り飛ばされているカットを描いた際、それをヒントに火浦と出渕裕が「性別が逆転したような二人組が主人公の珍道中もの」としてアニメーションの企画にまとめた。更にゆうきの協力も得て、アニメの企画として通りやすくするために「（感情豊かな）巨大ロボット」の要素を付加し、製作会社に持ち込んだ。しかし企画は通らず、企画買い取りでもなかったので、そのまま引き上げてしまった。
その後、火浦が「企画そのものは面白いから小説にしたい」と両者に提案し、『未来放浪ガルディーン』が誕生することとなる。それ故に本作は、メディアミックスでないにもかかわらず「巨大ロボットが活躍する小説」という、1986年当時としては珍しい内容になった。なお、執筆しているのは火浦だが、キャラクターデザインをゆうき、メカデザインを出渕が担当している（イラストは両者が分担して担当）。また、毎巻の最後には三者鼎談が収録されている。

## 既刊一覧

### 角川文庫
- 火浦功（著）・出渕裕（イラスト） 『未来放浪ガルディーン』 角川書店〈角川文庫〉、全2巻
  1. 「大熱血。」1986年8月25日初版発行（8月13日発売[4]）、ISBN 4-04-162702-8
  2. 「大暴力。」1987年8月25日初版発行（8月11日発売[5]）、ISBN 4-04-162704-4

### 角川スニーカー文庫

#### 本編
- 火浦功（著）・出渕裕（イラスト） 『未来放浪ガルディーン』 角川書店〈角川スニーカー文庫〉、既刊3巻（2000年12月25日現在）
  1. 「大熱血。 無敵が俺を呼んでるぜ!」1998年4月発行、ISBN 4-04-162702-8
  2. 「大暴力。 かわいいだけじゃダメかしら♥」1998年4月発行、ISBN 4-04-162704-4
  3. 「大豪快。 勝手にしやがれ……ってか!」2000年12月25日発売[6]、ISBN 4-04-162711-7

#### 外伝
- 火浦功（著）・出渕裕（イラスト） 『未来放浪ガルディーン外伝』 角川書店〈角川スニーカー文庫〉、既刊2巻（1998年3月26日現在）
  1. 「大出世。」1994年5月1日初版発行（4月26日発売[7]）、ISBN 4-04-162708-7
  2. 「大ハード。」1998年4月1日初版発行（3月26日発売[8]）、ISBN 4-04-162709-5

## 関連作品

### イメージ・アルバム
- 『未来放浪ガルディーン 大歌劇。』ダブリューイーエー・ジャパン、1992年4月

### カセットブック
- 『未来放浪ガルディーン 大熱血。』角川書店（カドカワカセットブック）、1988年11月